# خليل خطار سركيس
خليل خطار سركيس (1842 - 1915) أديب وصحفي لبناني، ومؤسس جريدة لسان الحال والمطبعة الأدبية في بيروت.

## حياته
ولد في بيروت وفي عام 1850 قدم مع أسرته إلى بيروت ليتلقى العلم في المدرسة الأمركية، وصار يتردد على المطبعة الأمريكية حتى تعلم فيها صناعة الطباعة وأتقنها، وفي عام 1868 أنشأ بالاشتراك مع بطرس البستاني «مطبعة المعارف». وفي عام 1873 تزوج إحدى كريمات البستاني.
في عام 1875 تخلى عن مطبعة المعارف، وحصل على امتياز مطبعة خاصة به سماها «المطبعة الأدبية» التي أصدر عنها جريدة «لسان الحال» سنة 1877 ومجلة «المشكاة» عام 1878، وقد ساعده على تحريرها نخبة من أدباء ذلك العصر.
وجه خليل سركيس عنايته إلى سبك الحروف الطباعية، وإيجاد أنواع منها لم تكن معروفة قبله، واشتهرت حروفه بالجودة والإتقان في كل أنحاء العالم.
في عام 1892 سافر إلى الأستانة ولقي فيها الحفاوة والتكريم، وقلد الوسامين المجيدي الثالث والعثماني الرابع، وألّف كتاباً عن هذه الرحلة، جمع فيه العديد من الحوادث التاريخية والفوائد القيّمة. لكن الدهر لم يصفُ له، فقد التهمت النار مطبعته عام 1895، وأصيب بفقد أخيه، ثم ابنتيه.
انتخب عضواً في مجلس ولاية بيروت، ورئيساً للجمعية الخيرية الإنجيلية.
ابنه هو رامز خليل سركيس (1889 - 1955) والذي برز ابنه خليل رامز سركيس.

## الإنتاج الأدبي
عمل على أحياء الطباعة في لبنان وكان كاتبا بليغا نشر سنة 1873 رواية «سعيد وسعدي» لعشاق الرياضة في سن الصبا عام 1874، وكتاب «تاريخ القدس الشريف» لمحبي التاريخ، وهو من الوجوه ابارزة لأنه أيضا عقيل لويز البستاني أحد كريمات المعلم بطرس البستاني. ولكن تخلي سركيس فجأة عن شركة سلفه سليم البستاني كناشر، وعن حمية بطريس البستاني كمحرر، ليؤسس جريدة سياسية اجتماعية خاصة به. ومهما أصر كريمسكي مستشهدا بأقوال هارتمان: «ان تأسيس الجريدة لم يعن اطلاقا القطيعة بين البستاني وصهره»، ومن أن سركيس كان يستفيد من سوق رواج الصحف وكثرة عدد القراء السوريين، فان صدور «لسان الحال» يستحق وقفة قصيرة. وقد تميز أسلوبه بالرقة والسهولة، وكان يوشّيه بالاستعارات وضرب الأمثال، مما يزيد كتاباته رشاقة وتحبباً ووقعاً في النفس.

## مرضه
في عام 1911 أصيب بمرض، فاضطر إلى اعتزال العمل في المطبعة والجريدة، واعتمد في ذلك على ابنه الوحيد رامز خليل سركيس، الذي قام بإدارتهما خير قيام، وكان يتلقى توجيهات والده وإرشاداته فيعمل بها وينفذها له. وظل يعاني المرض طوال أربع سنوات، إلى أن وافته المنية وهو في الثالثة والسبعين من عمره.